# Korres
Korres Natural Products S.A. is een Griekse onderneming met haar hoofdkantoor in Metamorfosi, een voorstad van Athene. De onderneming ontwikkelt, produceert en verkoopt internationaal natuurlijke cosmetica voor de lichaamsverzorging uit planten die in Griekenland voorkomen.

## Historie
De onderneming werd opgericht door het apothekersechtpaar Giorgos en Lena Korres. In 1992 namen zij de apotheek over van de familie en vanaf 1996 richtten zij zich op de productie van cosmetica. De kennis kwam deels van de grootvader, die natuurgenezer was.
Eerder werden de producten van Korres exclusief in circa 3000 apotheken in Griekenland verkocht. Nadien groeide dit aantal naar 6.500. Het merk is verkrijgbaar in 40 landen, in exclusieve warenhuizen in onder meer Tokio, Sydney en Berlijn. Daarnaast zijn er 35 eigen winkels in onder meer Athene, New York, Londen, Parijs, Madrid, Singapore en Brussel. De inrichting van de winkels is net als de verpakkingen minimalistisch en beperkt zich tot weinig poespas.. De officiële partner voor Noord- en Latijns Amerika is het Amerikaanse Johnson & Johnson.
In 2006 werd Korres opgenomen in de top-500-lijst van meest ontwikkelde ondernemingen van Europa (Europe's 500) en in de CoolBrands-lijst.
In maart 2007 ging de werd de onderneming genoteerd aan de Atheense beurs en werd in financiële kringen als de meest succesvolle beursgenoteerde Griekse onderneming sinds jaren gezien. Sinds de oprichting heeft Korres twee gepatenteerde technologieën toegepast.
Sinds 2010 is Korres partner in het door de Europese Unie opgezette Agrocos-project van de farmaciefaculteit van de Universiteit van Athene. Hierbij wordt gewerkt aan de toepassing van natuurproducten en het opbouwen van een planten- en vloeistoffenbibliotheek.

## Producten
Het assortiment van Korres telt meer dan 500 producten in de categorieën lichaams-, gezichts,- en haarverzorging. Daarnaast bevat het assortiment farmaceutische kruidenproducten.
Naar eigen zeggen baseert de onderneming zich "op de ervaring met meer dan 3.000 homeopathische kruiden en kruidenmengsels". De cosmetica is vrij van minerale olie en siliconen. Een deel van de bereidingen heeft zijn oorsprong in de 'huismiddeltjes', bijvoorbeeld een zonnebrandcrème op yoghurtbasis, omdat zonnebrand in Griekenland traditioneel met yoghurt wordt behandeld. Korres-producten zijn door het onafhankelijke Franse certificeringsinstantie ECOCERT gecertificeerd met het „Naturkosmetik“-keurmerk, waarbij een aandeel van maximaal 5 procent synthetische ingrediënten is toegestaan.
In 2009 onderzocht het tijdschrift Ökotest 26 lichaamscrèmes en vond in de Body Butter Guava van Korres onder meer polycyclische aromatische koolwaterstofverbindingen. Dat zijn geurstoffen, die zich volgens Ökotest in het vetweefsel nestelen en mogelijk schadelijk zijn voor de lever.